# Ковач, Иштван (актёр)
Иштван Ковач (венг. István Kovács; 7 мая 1944, Будапешт) — венгерский актёр театра, кино и телевидения, режиссёр.

## Биография

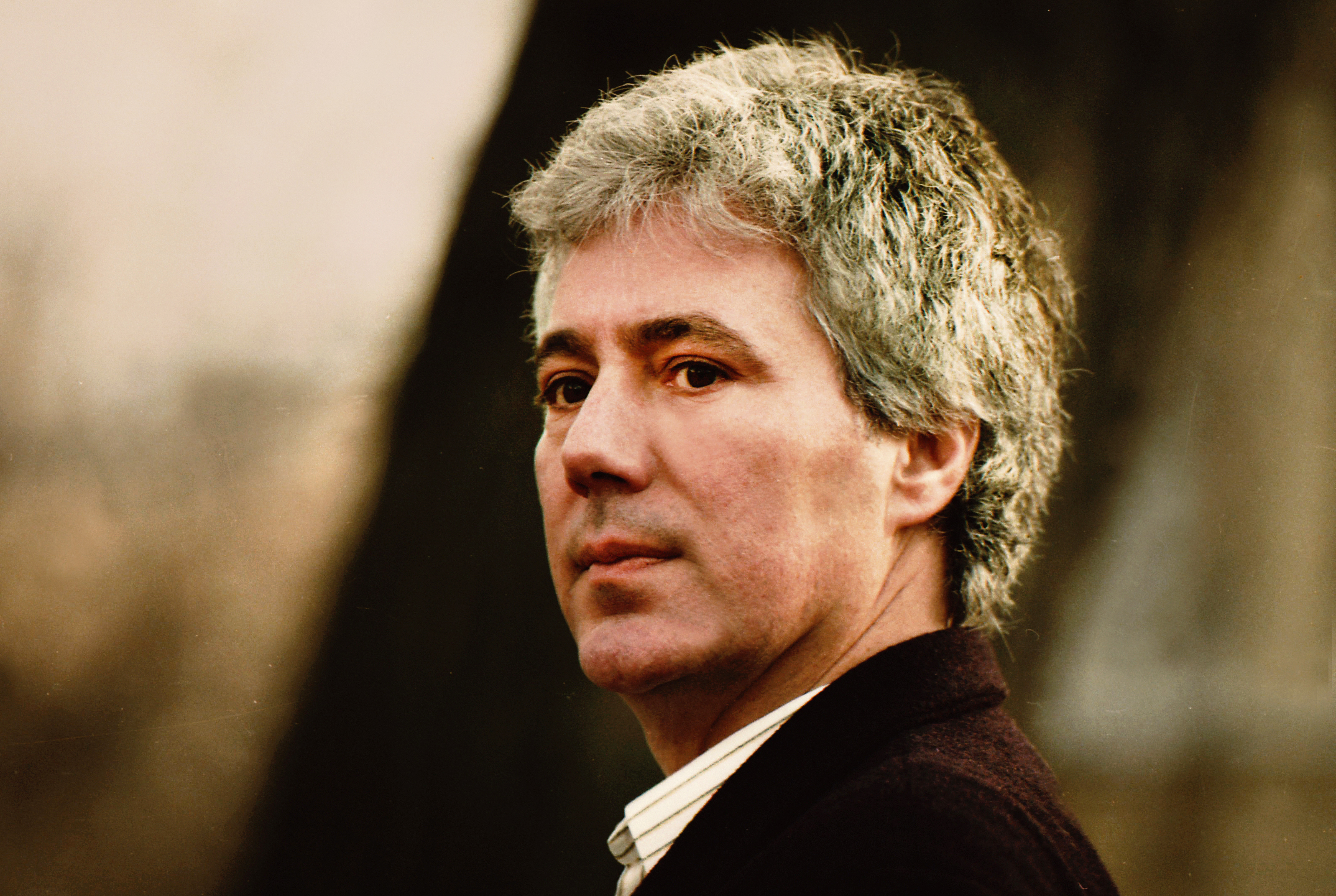
Иштван Ковач

В 1966 году окончил Академию театра и кино в Будапеште. Ученик Зольтана Варконьи. Играл на сцене столичного Театра комедии ещё в студенческие годы с 1964 г. После окончания учёбы стал членом его коллектива (1964—1981). С 1981 года выступал в Театре Йожефа Аттилы в Будапеште, с 1983 года — в Театре Талия (1983—1991) и др. Окончил Будапештский университет в 2002 году.
Амплуа — романтический герой-любовник в кино и на сцене.
Играл в пьесах Софокла, Шекспира, Э. Ростана, Чехова, И. Эркеня и др.
С 1964 года снялся более, чем в шестидесяти фильмах.
Среди его самых известных киноролей — главные роли Гергели Борнемиссы в фильме «Звездах Эгера», Золтана Карпати в одноименном фильме и «Венгерская рапсодия».

## Избранная фильмография
- A kőszívű ember fiai (1964)
- Венгерский набоб (1966)
- Золтан Карпати (1966) — Золтан Карпати
- «Звездах Эгера» (1968) — Гергели Борнемисса
- Ференц Лист — Грёзы любви (1970)
- Венгерская рапсодия — граф Иштван Комари
- Allgero barbaro (1979)
- Akli Miklós (1986)
- Séta (1999)
- Indiai cseresznye (2003)
- The Man Who Was Thursday (2016)
- A feltaláló (2020)

## Награды
- 2016 — Художественная премия Ференца Бессенеи
- Действительный член Общества Бессмертных.

Дважды был женат, первая жена родила 2 детей в 1974 и 1976 годах, вторая родила сына в 1999 году.